# Dash Point (Washington)
Dash Point es un área no incorporada ubicada en el condado de Pierce en el estado estadounidense de Washington.

## Geografía
Dash Point se encuentra ubicado en las coordenadas 47°19′8″N 122°25′30″O / 47.31889, -122.42500.